# Tränen-Kiefer
Die Tränen-Kiefer (Pinus wallichiana), auch Wallich-Kiefer oder Himalaja-Kiefer genannt, ist eine Pflanzenart aus der Gattung der Kiefern (Pinus).

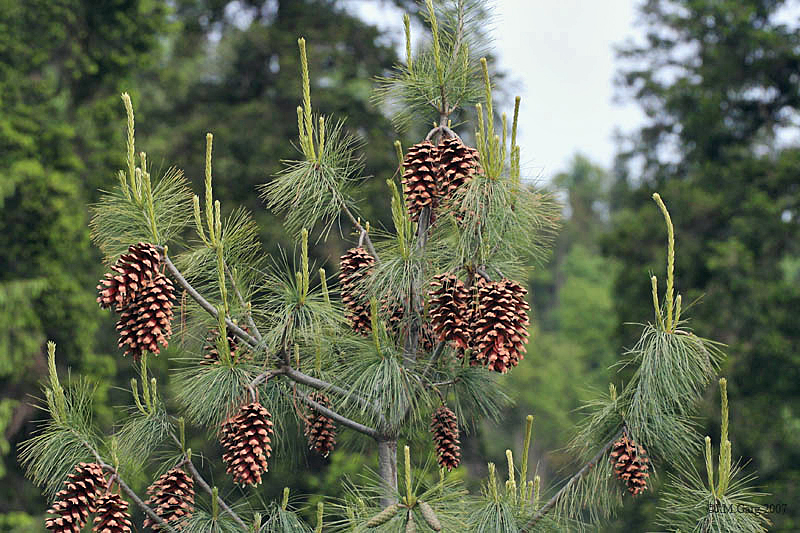
Tränen-Kiefer mit Zapfen

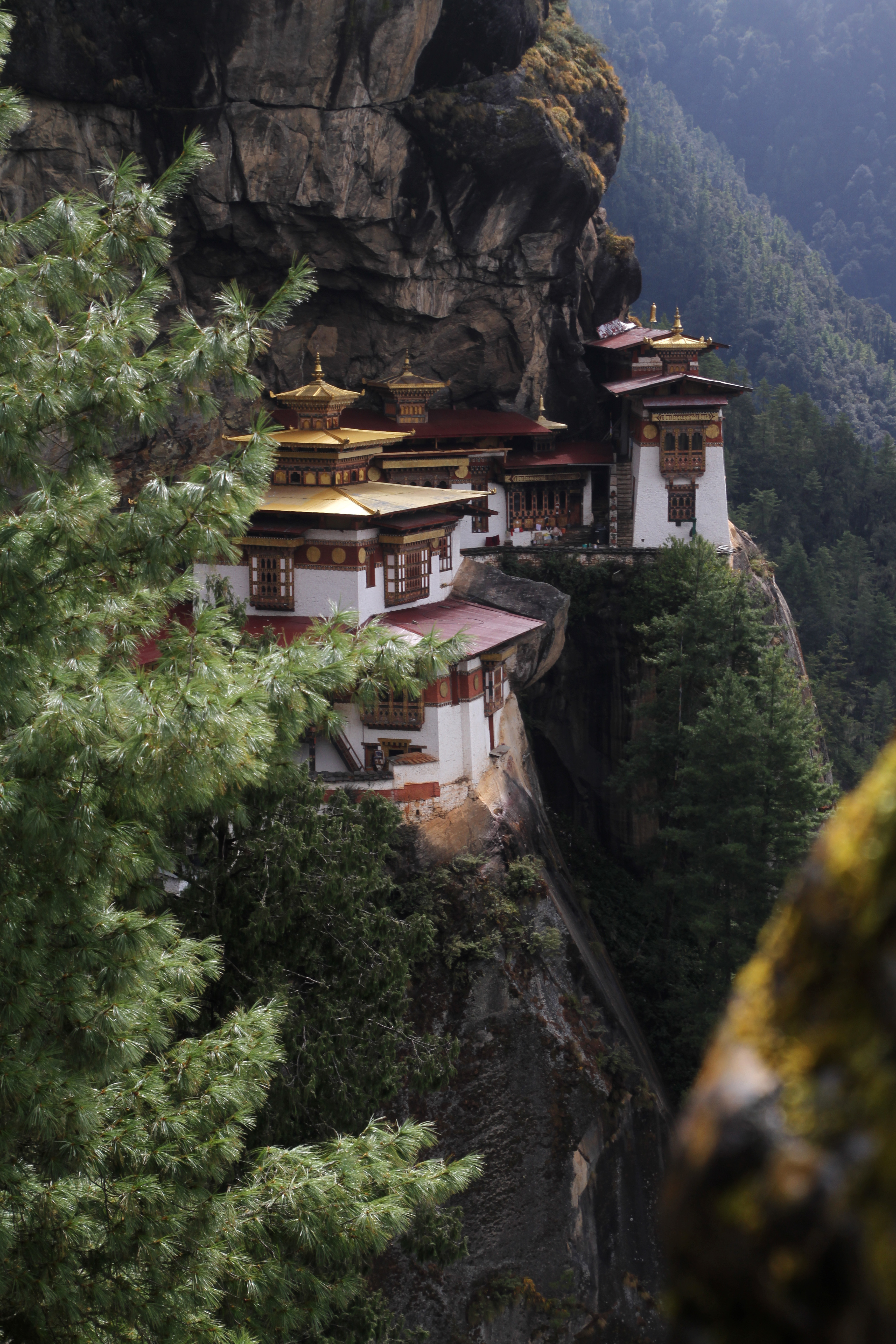
Tränen-Kiefer in Bhutan

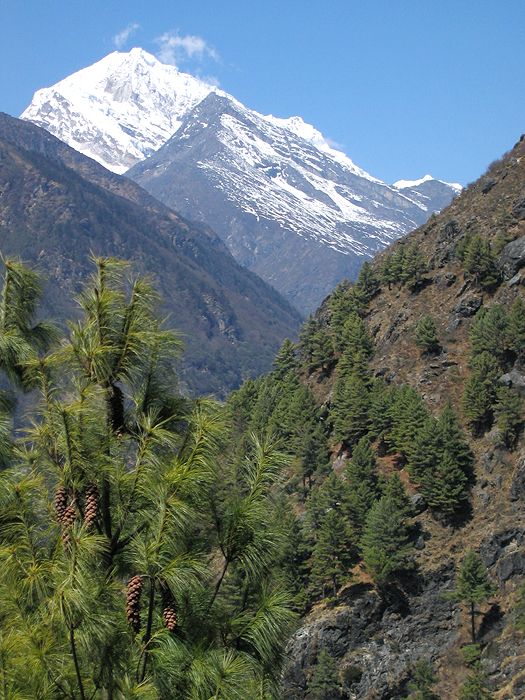
Tränen-Kiefer beim Mount Everest

## Beschreibung
Die Tränen-Kiefer ist ein immergrüner Baum, der in seinem angestammten Habitat Wuchshöhen von bis zu 50 Meter, in Europa bis zu 35 Meter erreicht. Sie hat in der Jugend eine offene Krone, die später breit und starkastig wird; im Alter ist die Krone oft durch Schneebruch beschädigt; der Wipfel stirbt häufig ab. Die Nadeln sitzen zu fünft an Kurztrieben und haben eine bläulichgraue Färbung (außen grün, innen blauweiß). Sie sind schlaff, sehr dünn und meist abwärts hängend; sie werden 18 bis 20 Zentimeter lang.
Die bananenförmigen Zapfen werden 20 bis 36 cm lang. Im unreifen Zustand sind sie noch dunkelblaugrau und mit klarem oder weißem Harz überzogen; zur Reifezeit sind sie dunkelbraun und weiß harzig. Es ist nicht zu empfehlen diese Zapfen anzufassen, denn das klebrige Harz lässt sich nur schwer wieder von den Händen entfernen.
Die Chromosomenzahl beträgt 2n = 24.

## Verbreitung
Die Tränen-Kiefer stammt aus dem östlichen Himalaya von Afghanistan bis Nepal und kommt dort bis in Höhenlagen von 2500 Meter vor. Ihr Verbreitungsgebiet reicht vom nordöstlichen Afghanistan bis ins nordwestliche Yunnan.

## Ähnliche Arten
Die Tränen-Kiefer wird häufig mit der Weymouths-Kiefer, die ebenfalls Nadeln in Fünfer-Büscheln trägt, verwechselt. Die Unterscheidung ist jedoch allein schon durch die längeren und hängenden bläulich-grauen Nadeln der Tränen-Kiefer sicher möglich. Daneben sind die Zapfen der Tränen-Kiefer etwa doppelt so groß.

## Systematik
Pinus wallichiana wurde als Art von Albert Bruce Jackson in der Zeitschrift „Bulletin of miscellaneous information, Royal Botanic Gardens Kew“ Jahrgang 1938, Seite 85 korrekt beschrieben. Synonyme sind Pinus excelsa Wall. ex D.Don nom. illeg. und Leucopitys excelsa Nieuwl.

### Hybride
Pinus ×schwerinii Fitschen ist eine Hybride zwischen der Tränen-Kiefer und der Weymouth-Kiefer (Pinus strobus).

## Nutzung
Wegen ihres sehr raschen Wuchses in der Jugend (es kann je nach Standort mit bis zu 70 cm Längenwachstum pro Jahr gerechnet werden) wurde die Tränen-Kiefer auch in Deutschland im forstlichen Versuchsanbau gepflanzt. Aufgrund ihres eleganten Aussehens und der lockeren offenen Krone wurde sie in Europa als Zier- und Parkbaum eingeführt, überlebt kalte Winter jedoch nur an geschützten Standorten.
Die großen Zapfen der Tränen-Kiefer werden gerne als Dekoration verwendet, häufig von Floristen.

## Bilder

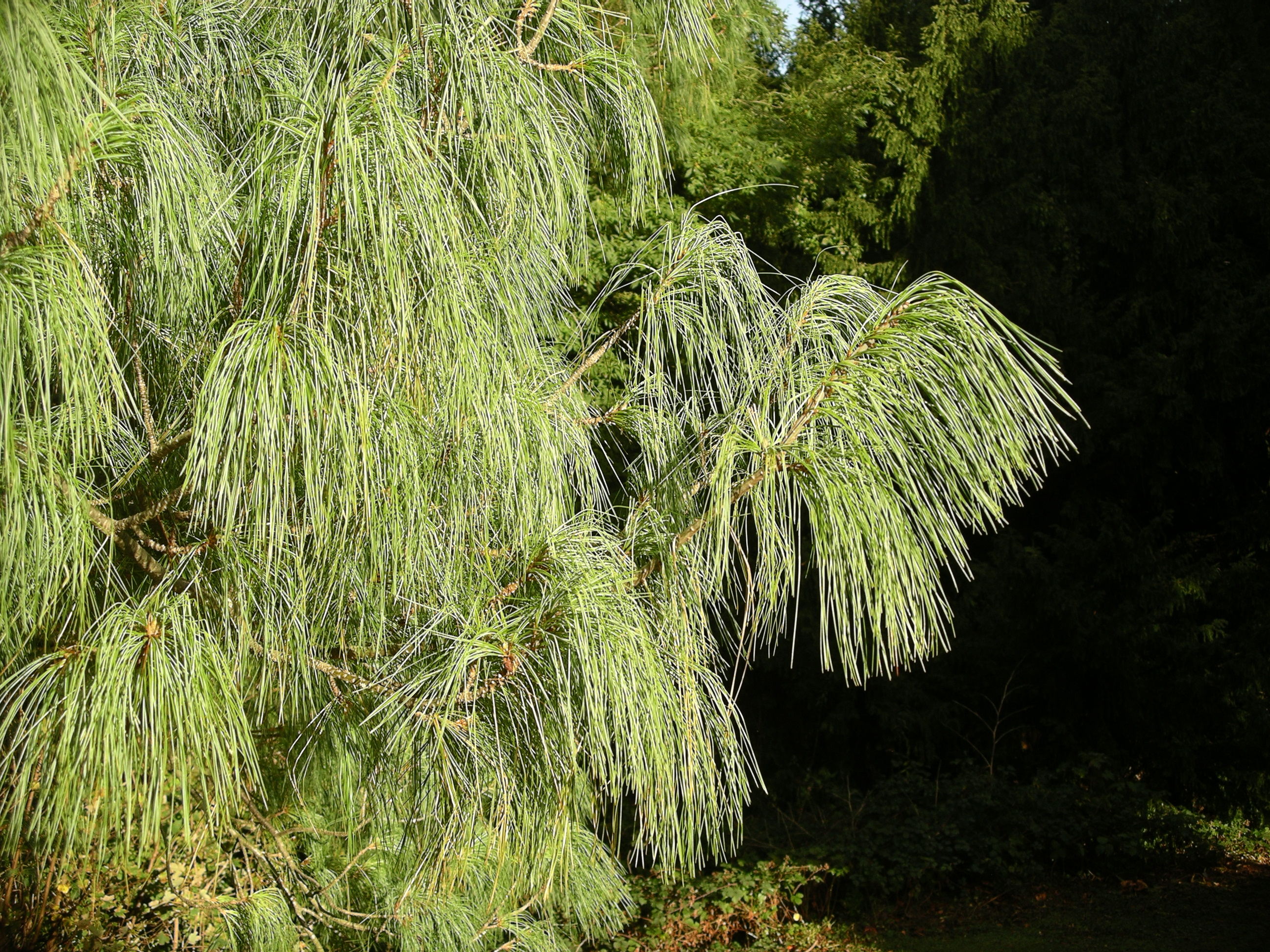
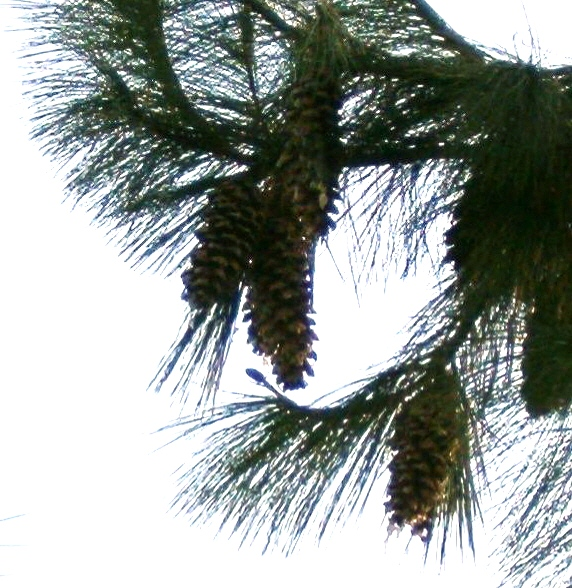
Zweige mit Zapfen
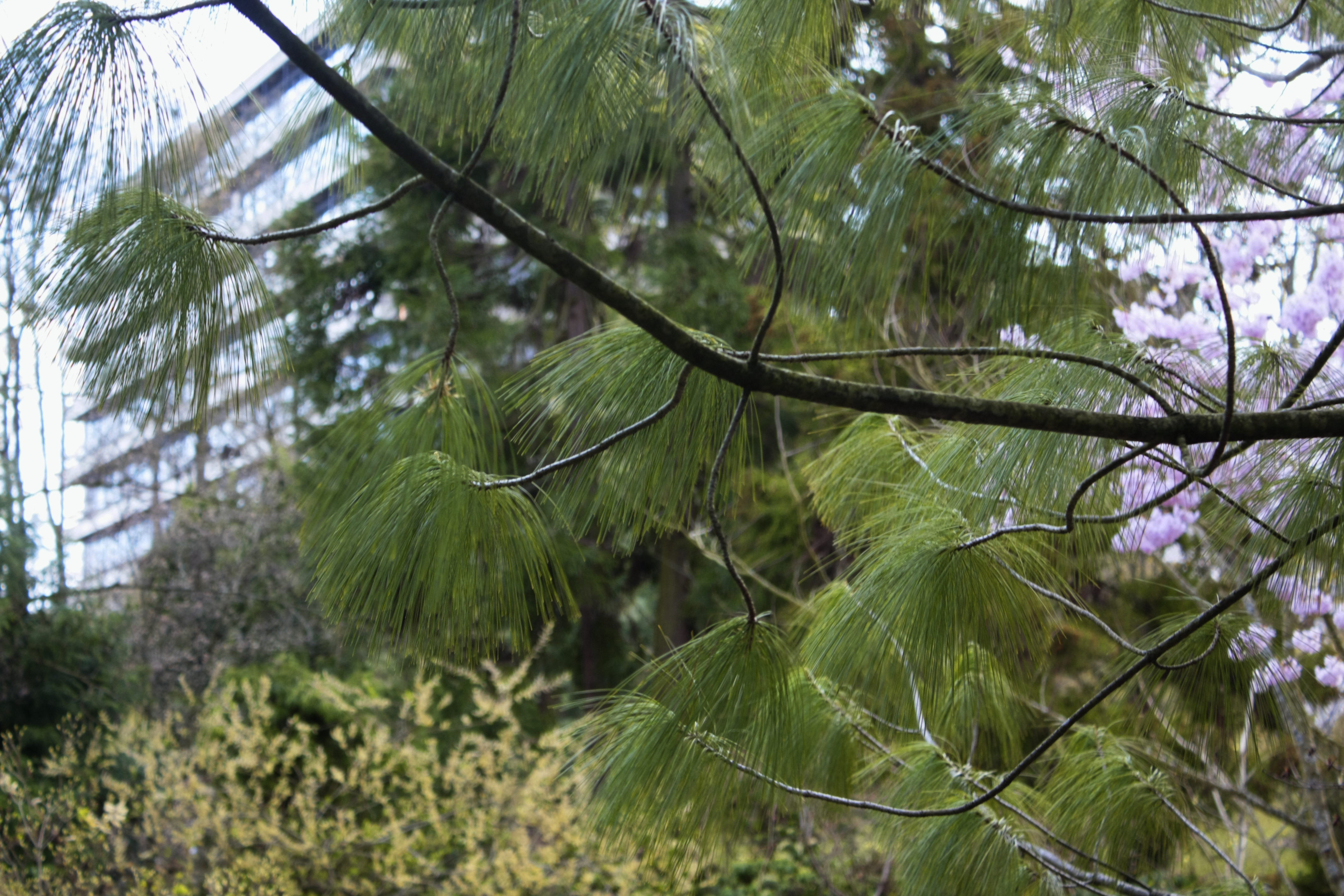
Detail am Ast einer Tränenkiefer